# علي شريف العمادي
علي شريف العمادي اقتصادي ورجل أعمال قطري، يشغل منصب وزير مالية قطر منذ يونيو 2013 حتى إعفائه في 6 مايو 2021، كما يشغل منصب رئيس مجلس إدارة مجموعة بنك قطر الوطني وعضو في مجلس إدارة أوريدو والبنك التونسي القطري واتحاد البنوك العربية، ورئيس مجلس إدارة الخطوط الجوية القطرية، وعُيّن في نوفمبر 2018، نائبا لرئيس مجلس إدارة المجلس الوطني للسياحة.

## المؤهلات العلميّة
العمادي حاصل على بكالوريوس في العلوم المالية من جامعة أريزونا في الولايات المتحدة.

## الحياة العمليّة
عمل العمادي في إدارة الرقابة المصرفية في بنك قطر المركزي لمدة ثماني سنوات حتى عام 1998، حيث التحق ببنك قطر الوطني عام 1998. عُيّن رئيسًا تنفيذيًّا للبنك عام 2005 خلفًا لسعيد بن عبد الله المسند، وأدرج اسمه في قائمة أقوى 100 عربي في فبراير 2013، حيث جاء في المرتبة 32 بسبب دوره في النمو والتوسع السريع لبنك قطر الوطني. استمرت فترة ولايته حتى يونيو 2013. وذلك لتعيينه وزيرا للاقتصاد والمالية في 26 يونيو في تعديل وزاري بعد تولي الشيخ تميم بن حمد آل ثاني أمير قطر. وحل العمادي محل يوسف حسين كمال في المنصب. أُعلن عن عضويته في المجلس الإداري لجهاز قطر للاستثمار في 1 يوليو 2013. كما شغل منصب رئيس مجلس إدارة بنك قطر الوطني في 7 يوليو 2013. في 6 مايو 2021، أمر النائب العام القطري بالقبض عليه بتهمة إساءة استخدام المال العام وإساءة استخدام الوظيفة وإساءة استخدام السلطة.

## إثارة الجدل
في 06 مايو 2021، امر النائب العام القطري بالقبض على وزير المالية القطري علي شريف العمادي القبض على الوزير يأتي لسؤاله عما أثير بالتقارير من جرائم متعلقة بالوظيفة العامة و تمثلت بالإضرار بالمال العام واستغلال الوظيفة و إساءة استعمال السلطة.